# Tomáš Enge
Tomáš Enge (ur. 11 września 1976 w Libercu) – czeski kierowca wyścigowy, startujący w wielu seriach wyścigowych, mający na swoim koncie też trzy wyścigi Formuły 1.

## Życiorys

### Początki kariery
Tomáš zaczął karierę w wieku szesnastu lat, kiedy to za swoje pieniądze kupił Forda Fiestę i wystartował nim w Czechosłowackim Pucharze Forda Fiesty.

### Formuła 1
Wziął udział w trzech ostatnich wyścigach sezonu 2001 Formuły 1, debiutując 16 września w GP Włoch. Enge został przyjęty na zastępstwo Luciano Burtiego, który miał wypadek w trakcie Grand Prix Belgii. Tomáš we Włoszech dojechał 12., zaś w Stanach Zjednoczonych – 14. Ostatniego wyścigu sezonu nie ukończył z powodu awarii hamulców. Kierowca miał przedłużony kontrakt, jednak kłopoty finansowe sprawiły, że team Alaina Prosta nie mógł wystartować w 2002 roku (po czym okazało się, że drużyna ogłosiła bankructwo), zostawiając Tomáša bez pracy.

### Formuła 3000
Z pomocą przyszła czeska firma, należąca do Coca-Coli, dzięki której dostał się do Formuły 1, a w 2001 roku sponsorowała team Nordic Racing, w którym ścigał się przedtem w Formule 3000. Mimo ominięcia finałowego wyścigu we Włoszech, Tomáš zakończył sezon jako trzeci w klasyfikacji. W 2002 roku został zdyskwalifikowany w wyścigu na Węgrzech z powodu pozytywnego wyniku testu narkotykowego. Stracił w ten sposób tytuł mistrzowski i zajął w klasyfikacji dopiero trzecie miejsce. W 2004 roku powrócił do Formuły 3000, jeżdżąc w barwach Ma-Con, niestety bez tak dobrego rezultatu, jak w latach ubiegłych (4. miejsce w klasyfikacji generalnej).

### IRL IndyCar Series
W 2005 roku wyjechał do Ameryki, gdzie startował w serii IndyCar, z niewielkimi sukcesami. Wśród jego 17 startów w IRL w barwach Panther Racing najlepszym wynikiem było piąte miejsce na torze Infineon Raceway. Zadebiutował też w Indianapolis 500, jednak wyścigu nie ukończył z powodu wypadku.

### A1 Grand Prix
Od 2005 roku Tomáš regularnie ściga się w drużynie Czech, w serii A1GP. W sezonie 2005-2006 jego największym sukcesem była wygrana w GP Chin. Startując we wszystkich wyścigach, zdobył 56 punktów, co dało mu 12. miejsce na koniec sezonu.
W sezonie 2006-2007 wziął udział tylko w 12 wyścigach (kończąc GP Australii i RPA bez punktu), co i tak zapewniło mu po raz kolejny 12. miejsce pod koniec serii.
W ostatnim sezonie 2007-2008 Tomas przejechał tylko 6 wyścigów (odpadając z GP Nowej Zelandii z powodu zderzenia z reprezentantem Libanu), kończąc na 19. pozycji.

### Le Mans
Tomáš jest częstym kierowcą w teamach Prodrive, prowadząc zarówno Ferrari 550 Maranello jak i Aston Martin DBR9 w 24-godzinnym wyścigu na torze w Le Mans. W 2006 roku prowadził samochód teamu Aston Martin Racing z numerem #007 w trakcie serii American Le Mans Series, w 2007 przechodząc do teamu Petersen/White Lightning i Ferrari F430.
31 marca 2007 roku Tomáš został poważnie ranny podczas wyścigu ALMS w St. Petersburg. Kierowca miał wypadek w czasie, gdy prowadził w klasie GT2. Samochód miał poważne uszkodzenia od strony kierowcy i stanął w płomieniach. Po przewiezieniu do szpitala zdiagnozowano u niego złamanie łokcia i żeber, a także częściowo zapadnięte płuco i niewielkie złamanie kostki, jednak ogólnie u kierowcy nie stwierdzono zagrożenia życia.
21 lipca 2007 roku zawieszono Tomášowi kontrakt z Peterson Motorsports/White Lightning Racing z powodu kary nałożonej na zespół po zderzeniu z Miką Salo w trakcie wyścigu ALMS Acura Sports Car Challenge na torze Mid-Ohio Sports Car Course.
W sezonie 2010 startuje w FIA GT1 World Championship w ekipie Young Driver AMR.

## Wyniki

### Indianapolis 500
| Rok  | Nadwozie | Silnik    | Start | Wynik | Uwagi   |
| ---- | -------- | --------- | ----- | ----- | ------- |
| 2005 | Dallara  | Chevrolet | 10    | 19    | Wypadek |